# Bromooctan etylu
Bromooctan etylu, EBA – organiczny związek chemiczny, ester etylowy kwasu bromooctowego. Bezbarwna ciecz o nieprzyjemnym zapachu i lotności 21 000 mg/m³. Stosowany jako bojowy środek trujący z grupy lakrymatorów w czasie I wojny światowej. Na niemieckiej amunicji chemicznej oznaczany był, podobnie jak i inne lakrymatory, białym krzyżem.

## Otrzymywanie
Bromooctan etylu otrzymuje się poprzez estryfikację kwasu bromooctowego etanolem w obecności kwasu siarkowego jako katalizatora.
Może być także otrzymany poprzez bromowanie octanu etylu w wysokiej temperaturze oraz w reakcjach etanolu z bezwodnikiem bromooctowym, glikolanu etylu z tribromkiem fosforu i bromowodoru z diazooctanem etylu.

## Zastosowanie
Bromooctan etylu, oprócz wykorzystania bojowego, stosowany jest także w reakcji Wittiga:
Może być stosowany do otrzymywania innego lakrymatora – jodooctanu etylu (SK) – poprzez reakcję alkoholowego roztworu bromooctanu etylu ze sproszkowanym jodkiem potasu.

## Zagrożenia
Bromooctan etylu jest drażniący dla błon śluzowych, skóry i w szczególności dla oczu, mogąc powodować uszkodzenia rogówki i głębszych warstw oka, które jednak na ogół są odwracalne. Kontakt oka z cieczą może powodować nieodwracalne zmętnienie i bliznowacenie rogówki. Działa drażniąco i łzawiąco od stężenia 10 mg/m³. Jest bardziej toksyczny niż chlor. Ze względu na silne działanie, przebywanie w atmosferze skażonej (8 ppm) przez ponad minutę jest niemożliwe do wytrzymania.

## Historia
Bromooctan etylu został otrzymany po raz pierwszy przez Williama Henry’ego Perkina i Baldwina Francisa Duppę w 1858 roku w reakcji kwasu bromooctowego z etanolem. Był on najprawdopodobniej pierwszym środkiem do tłumienia rozruchów (RCA) – używany już w 1912 roku przez francuską policję do obezwładniania przestępców i tłumienia zamieszek (pierwszym takim przypadkiem miało być użycie bromooctanu etylu wraz z olejkiem gorczycznym przeciwko „opryszkom Bonneta” w lesie pod Choisy-le-Roi w 1912 roku).
Był pierwszym bojowym środkiem trującym użytym w czasie I wojny światowej (według niektórych źródeł pierwszym był bromek ksylilu użyty w sierpniu 1914 roku w Belgii i północno-wschodniej Francji, jednak bardziej prawdopodobne jest, że był to także, przebadany już wcześniej przez Francję, bromooctan etylu). Pomimo postanowień konwencji haskiej z 1907 roku zabraniających użycia środków trujących w wojnie, 24 sierpnia 1914 roku w pobliżu Miluzy w Alzacji Francuzi użyli 26-milimetrowych granatników z pociskami z tym środkiem przeciwko Niemcom. Tego samego sprzętu użyli także w listopadzie 1914 roku. W marcu 1915 roku w pobliżu drogi Chemin-des-Dames pomiędzy rzekami Aisne i Ailette w północnej Francji, wojska francuskie użyły bromooctanu etylu w pociskach artyleryjskich kal. 75 mm. Ataki te były później wykorzystywane przez Niemcy do usprawiedliwiania własnych ataków z użyciem broni chemicznej. Przypuszczalnie użyty był także w latach 70. do rozpraszania zamieszek.